# Affaire des Tanneries

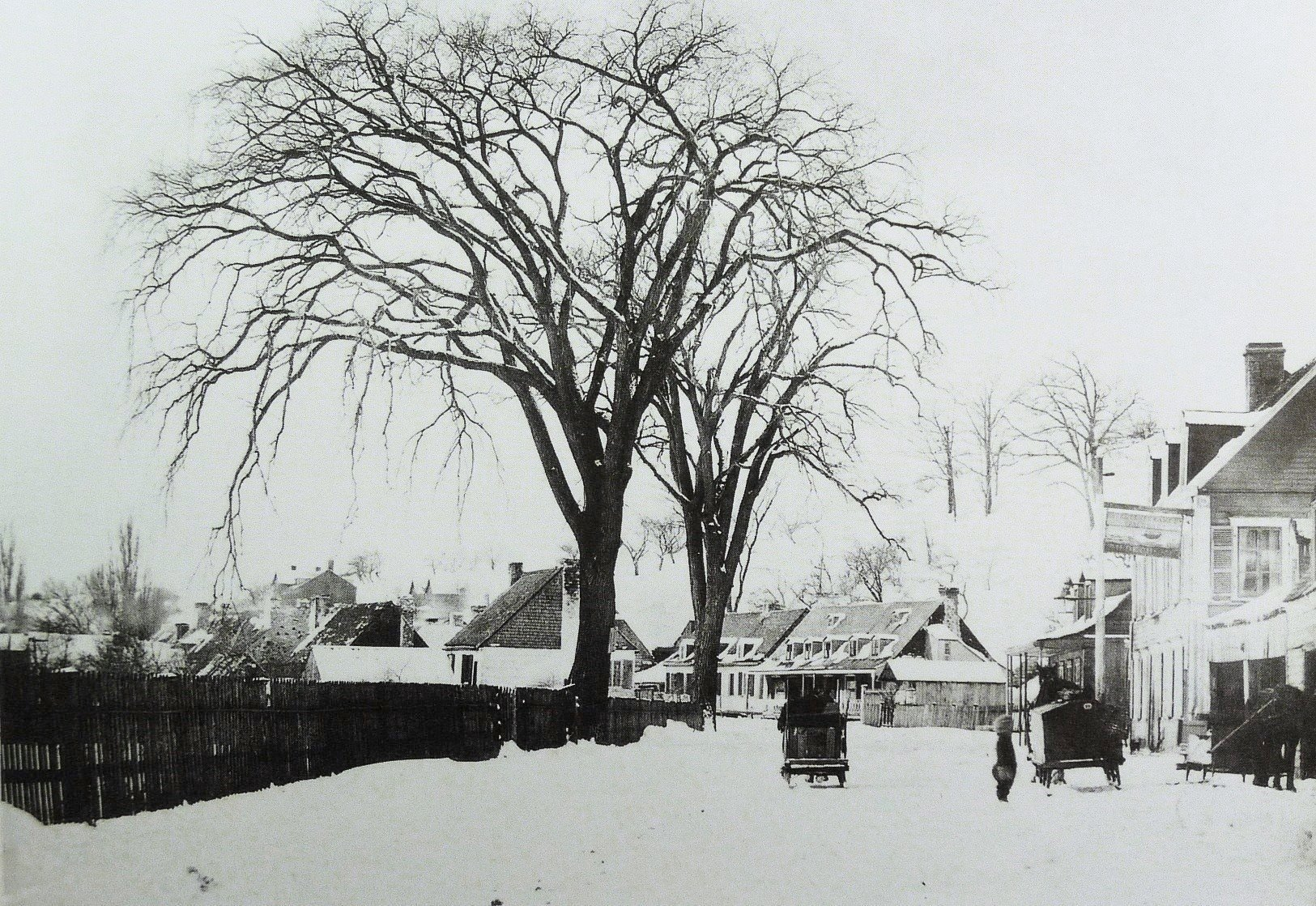
Le village des Tanneries en 1861

L'affaire des Tanneries est un scandale politique québécois qui éclata en 1874 et qui fit tomber le gouvernement de Gédéon Ouimet.

## Les débuts de l'affaire
Le village des Tanneries était situé dans le district de Hochelaga, en banlieue de Montréal. En 1874, le gouvernement y était propriétaire d'un terrain de plusieurs acres sur lequel il avait l'intention d'ériger un hôpital protestant pour les maladies contagieuses. Au printemps de cette année, le cabinet Ouimet, au pouvoir depuis un an, décide d'échanger ce terrain contre une autre terre, la Ferme Leduc, située sur le chemin menant de Montréal à Lachine. Celle-ci appartient à un spéculateur montréalais bien connu, John Rollo Middlemiss. L'échange est approuvé à l'Assemblée législative par un arrêté ministériel du 27 juin.  

## Le scandale
C'est le Montreal Herald, dans un article du 16 juillet 1874, qui lance l'affaire. Selon lui, le gouvernement a fait un mauvais échange car le terrain des Tanneries vaudrait 25 sous du pied alors que celui de la ferme Leduc ne vaudrait qu'un sou. La transaction se serait faite par l'intermédiaire d'Arthur Dansereau, journaliste à La Minerve et grand ami de Joseph-Adolphe Chapleau, alors solliciteur général dans le cabinet Ouimet. Dansereau aurait présenté Middlemiss aux ministres. Selon le Herald, Middlemiss avait acheté la Ferme Leduc 38 000 $ au printemps 1874. Or, le terrain des Tanneries, lui, serait évalué à plus de 200 000 $.
Le Herald ajoute que la Banque Jacques-Cartier a reçu un dépôt de 65 000 $ au crédit de Dansereau. Il soupçonne que cet argent serait un pot-de-vin partagé entre les ministres.
Gédéon Ouimet et deux de ses ministres sont mis en cause. L'un est Joseph-Adolphe Chapleau, l'ami de Dansereau. L'autre est Louis Archambeault, commissaire des Travaux publics, qui a signé l'arrêté ministériel. Le Parti libéral du Québec, alors dirigé par Henri-Gustave Joly de Lotbinière, tente de profiter de l'affaire. Le 21 juillet, il convoque une assemblée devant l'église des Tanneries.Plusieurs de ses membres y participent: Félix-Gabriel Marchand, Laurent-Olivier David, François Langelier. Du côté des conservateurs, deux ministres ont accepté de se joindre au débat, soient Chapleau et Octave Beaubien, commissaire des Terres de la Couronne et député d'Hochelaga, dont fait partie le village des Tanneries.
Beaubien semble vouloir se distancer de ses collègues car il déclare : « Je ne sais pas s'il a été fait des transactions frauduleuses, mais ce que je puis dire dès maintenant, c'est que le gouvernement n'aurait pas dû se défaire de ce terrain par voie d'échange. ». Chapleau est plus combatif et défend son gouvernement avec fougue. À cette époque, ce futur premier ministre du Québec est déjà reconnu comme un discoureur charismatique plein de talent. Il affirme que l'échange a été fait dans l'intérêt des habitants du village afin d'éloigner d'un centre urbain un hôpital pour maladies contagieuses. Le terrain de la ferme Leduc aurait aussi été assez grand pour ériger un hôpital catholique du même style que le gouvernement avait également l'intention de construire.
Le 30 juillet, le gouvernement conservateur reçoit un nouveau coup lorsque le procureur général, George Irvine, annonce sa démission. Il donne comme raison qu'il ne savait rien de l'échange qui a été faite en catimini. Chapleau réplique à son tour en affirmant qu'Irvine assistait au Conseil des ministres lorsque l'échange a été approuvé. Seul le trésorier, Joseph Gibb Robertson, n'a pas assisté à la réunion car il était alors en voyage en Europe. 
Le 5 août, John Jones Ross, qui représentait le gouvernement au Conseil législatif, démissionne à son tour. Ross appartient à la branche ultramontaine du Parti conservateur et il reproche souvent au gouvernement Ouimet de prendre trop d'indépendance vis-à-vis du clergé. Dans cette affaire, il le critique pour son imprudence et son manque de jugement.
Deux des six membres du gouvernement ont donc démissionné. On attend maintenant la réaction de Robertson, qui est toujours en Europe et qui n'a pas participé au conseil ministériel qui a approuvé l'échange. S'il démissionne lui-aussi, Gédéon Ouimet n'aura d'autre choix que de dissoudre son gouvernement. Le trésorier rentre au Québec à la fin août. Le 7 septembre, il annonce solennellement sa démission en déclarant: « À mon avis, on n'aurait pas dû accepter la résignation de M. Irvine, on aurait dû exiger la retraite de M. Archambeault et de M. Chapleau. ».Le lendemain, Gédéon Ouimet remet la démission de son gouvernement au lieutenant-gouverneur, René-Édouard Caron. Celui-ci décide de demander au conseiller législatif, Charles-Eugène Boucher de Boucherville de former le nouveau gouvernement car il le croit capable de rallier les conservateurs de toutes tendances, tant les modérés que les ultramontains.
Le cabinet De Boucherville est assermenté le 22 septembre. Un seul ministre de l'ancien cabinet Ouimet en fait partie, soit Joseph Gibb Robertson qui demeure trésorier.

## Les suites
Dès l'ouverture de la nouvelle session parlementaire, en décembre, les députés discutent de l'affaire des Tanneries. L'ancien ministre, Louis Archambeault, s'explique. Son gouvernement, dit-il, a voulu échanger le terrain des Tanneries pour un autre beaucoup plus vaste afin de pouvoir ériger deux hôpitaux pour maladies contagieuses au lieu d'un seul, l'un protestant et l'autre catholique. Ces bâtiments, situés en pleine campagne, auraient ainsi été plus éloignés des centres urbains. Plusieurs députés conservateurs, peu satisfaits de ces propos, se joignent aux libéraux pour demander l'annulation de l'échange.
Au début de 1875, le gouvernement De Boucherville crée un comité d'enquête composé des conservateurs Levi Ruggles Church, François-Xavier-Anselme Trudel et Pamphile-Gaspard Verrault et des libéraux Pierre Bachand et Henri-Gustave Joly de Lotbinière. Quatre témoins refusent de répondre à leurs questions dont John Middlemiss et Arthur Dansereau. Le 5 février, l'opposition, outrée, demande même l'arrestation de Dansereau. Chapleau tente de s'y opposer mais son amendement est rejeté par 10 voix. De son côté, Dansereau obtient de la Cour supérieure un bref d'habeas corpus vite cassé par la Cour d'appel. Le journaliste se résout à répondre aux questions du comité mais de façon peu convaincante puisqu'il n'avoue ni n'infirme rien. Middlemiss, lui, hésite également à répondre clairement car il juge que cela pourrait nuire à ses affaires.
Le rapport du comité est soumis à l'Assemblée législative le 20 février. Il conclut que le terrain des Tanneries valait de 60 000 $ à 100 000 $ de plus que la Ferme Leduc, et que Middlemiss a pu le vendre au gouvernement en s'assurant les services de Dansereau, considéré comme un ami influent d'un de ses ministres. La Chambre l'adopte deux jours plus tard.
L'affaire se termine le 30 novembre 1875 lorsque la Cour supérieure statue que la transaction des Tanneries était valide et légale, disculpant ainsi les membres de l'ex-gouvernement Ouimet, notamment le premier ministre, et empêchant l'annulation de l'échange des terrains.